# Prix Potamkin
Le Potamkin Prize for Research in Pick's, Alzheimer's, and Related Diseases (Prix Potamkin pour les recherches sur les maladies de Pick, Alzheimer et les maladies apparentées) est un prix scientifique créé en 1988, et sponsorisé par la American Academy of Neurology (en) (AAN). Le prix est financé via la Potamkin Foundation, et est décerné pour récompenser des réalisations majeures dans des domaines de la recherche sur la maladie de Pick, la maladie d'Alzheimer, ou sur d'autres troubles neurocognitifs, qu'ils portent sur l'amélioration du diagnostic ou la recherche d'un remède.
Les lauréats reçoivent un médaillon, un prix de 100,000$, et doivent alors faire une présentation de 20 minutes lors du congrès annuel de l'American Academy of Neurology (en). Le prix est nommé en hommage à Luba Potamkin (femme de Victor Potamkin (en)) qui, en 1978, fut diagnostiquée comme atteinte de la maladie de Pick, dont elle décèdera en 1994.

## Lauréats
Source (2025) : site web de la fondation:
- 2024: Francisco Lopera (en)
- 2023: Maria Luisa Gorno-Tempini (en)
- 2021: Vladimir Hachinski
- 2021: Kenneth S. Kosik (en), Giovanna Mallucci
- 2020: J. Paul Taylor
- 2019: Randall J. Bateman
- 2018: David Bennett
- 2017: Claudia Kawas, Kristine Yaffe (en)
- 2016: Rosa Rademakers (en), Bryan J. Traynor
- 2015: Peter Davies, Reisa Sperling
- 2014: Marek-Marsel Mesulam
- 2013: Eric M. Reiman, Michael W. Weiner, William J. Jagust
- 2012: Takeshi Iwatsubo
- 2011: Dennis W. Dickson, Eckhard Mandelkow, Eva-Maria Mandelkow
- 2010: Bruce L. Miller, Lennart Mucke
- 2009: Robert Vassar, Michael S. Wolfe, Berisłav V. Zlokovic
- 2008: Clifford R. Jack, Jr., William E. Klunk, Chester A. Mathis
- 2007: Richard Mayeux
- 2006: Karen Ashe, Karen Duff, Bradley Hyman
- 2005: John C. Morris, Ronald C. Petersen
- 2004: Leon J. Thal, Roger M. Nitsch
- 2003: David M. Holtzman, Ashley I. Bush
- 2002: Christian Haass, Bart De Strooper
- 2001: Dale Schenk
- 2000: Maria Grazia Spillantini, Michael L. Hutton
- 1999: Arne Brun, Kirk Wilhelmsen, Bernardino Ghetti
- 1998: Michel Goedert, Virginia M.-Y. Lee, John Q. Trojanowski
- 1997: Sangram S. Sisodia, Elio Lugaresi, Pierluigi Gambetti
- 1996: Rudolph Tanzi, Peter St. George-Hyslop
- 1995: Steven G. Younkin, Khalid Iqbal, Yasuo Ihara
- 1994: Allen D. Roses, Gerard D. Schellenberg
- 1993: Blas Frangione, Alison Goate, John Hardy, Christine Van Broeckhoven
- 1992: Donald L. Price, Robert Katzman
- 1991: Stanley B. Prusiner
- 1990: Colin L. Masters, Konrad Beyreuther
- 1989: Dennis Selkoe, George G. Glenner
- 1988: Robert D. Terry

## Sources
1. ↑  (en-US) « About The Potamkin Prize », sur The Potamkin Prize (consulté le 30 avril 2025)
2. ↑  (en) « Potamkin Prize for Research in Pick's, Alzheimer's, and Related Diseases », sur www.aan.com (consulté le 30 avril 2025)
3. ↑  (en) « Potamkin Prize Honors Top Alzheimer's Researchers », sur www.brainandlife.org (consulté le 30 avril 2025)
4. ↑  (en-US) « Past Recipients », sur The Potamkin Prize (consulté le 30 avril 2025)